# Hickstead

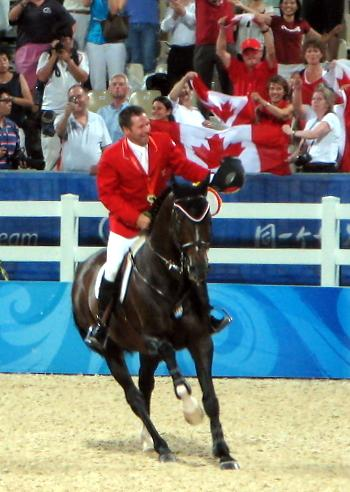
Hickstead em 2008

Hickstead (Países Baixos, 2 de março de 1996 - Verona, 6 de novembro de 2011) foi um garanhão canadense, tendo sido campeão olímpico no Hipismo. em Pequim 2008, com o ginete Eric Lamaze.

## Histórico
O cavalo Hickstead foi medalista olímpico nos saltos (Hipismo) em Pequim 2008, com a medalha de ouro na categoria individual e medalha de prata por equipe.
Também foi medalha de bronze nos Jogos Equestres Mundiais de Lexington 2010 na categoria individual e nos Jogos Pan-Americanos do Rio de Janeiro de 2007, com a medalha de prata por equipe e bronze no indivudual.

## Falecimento
Hickstead, que era montado por Eric Lamaze, teve um colapso e morreu, logo após uma série na Copa do Mundo em Verona, na Itália.

## Pedigree
| Pai Hamlet 1989 KWPN | Nimmerdor 1972 KWPN | Farn 1959 Holsteiner | {{{ffff}}} |
| Pai Hamlet 1989 KWPN | Nimmerdor 1972 KWPN | Farn 1959 Holsteiner | {{{fffm}}} |
| Pai Hamlet 1989 KWPN | Nimmerdor 1972 KWPN | Ramonaa 1963 KWPN    | {{{ffmf}}} |
| Pai Hamlet 1989 KWPN | Nimmerdor 1972 KWPN | Ramonaa 1963 KWPN    | {{{ffmm}}} |
| Pai Hamlet 1989 KWPN | Dirbalia 1985 KWPN  | Notaris 1972 KWPN    | {{{fmff}}} |
| Pai Hamlet 1989 KWPN | Dirbalia 1985 KWPN  | Notaris 1972 KWPN    | {{{fmfm}}} |
| Pai Hamlet 1989 KWPN | Dirbalia 1985 KWPN  | Webalia 1979 KWPN    | {{{fmmf}}} |
| Pai Hamlet 1989 KWPN | Dirbalia 1985 KWPN  | Webalia 1979 KWPN    | {{{fmmm}}} |
| Mãe Jomara 1991 KWPN | Ekstein 1986 KWPN   | Zion 1981 KWPN       | {{{mfff}}} |
| Mãe Jomara 1991 KWPN | Ekstein 1986 KWPN   | Zion 1981 KWPN       | {{{mffm}}} |
| Mãe Jomara 1991 KWPN | Ekstein 1986 KWPN   | Zaniki 1981 KWPN     | {{{mfmf}}} |
| Mãe Jomara 1991 KWPN | Ekstein 1986 KWPN   | Zaniki 1981 KWPN     | {{{mfmm}}} |
| Mãe Jomara 1991 KWPN | Fomara 1987 KWPN    | Ulft 1978 KWPN       | {{{mmff}}} |
| Mãe Jomara 1991 KWPN | Fomara 1987 KWPN    | Ulft 1978 KWPN       | {{{mmfm}}} |
| Mãe Jomara 1991 KWPN | Fomara 1987 KWPN    | Romara 1979 KWPN     | {{{mmmf}}} |
| Mãe Jomara 1991 KWPN | Fomara 1987 KWPN    | Romara 1979 KWPN     | {{{mmmm}}} |